# Mark Dvoretsky
Mark Izrailovich Dvoretsky (en rus: Марк Изра́илевич Дворе́цкий; transcripció catalana: Mark Izràilevitx Dvoretski; 9 de desembre de 1947, Moscou – 26 de setembre de 2016, Moscou) fou un jugador d'escacs soviètic i rus que obtingué el títol de Mestre Internacional el 1975.

## Biografia
Després d'acabar els seus estudis de matemàtiques i economia el 1972, Dvoretsky es va centrar en la carrera d'entrenador d'escacs i, entre altres coses, treballar per a l'escola d'escacs de Mikhaïl Botvínnik.
Com a jugador d'escacs, Dvoretsky aconsegueix una sèrie de d'èxits notables: el 1973 va guanyar el Campionat de Moscou i el 1974 va acabar cinquè al Campionat de la URSS jugat a Leningrad. Un any més tard, el 1975, va guanyar el Torneig Wijk aan Zee B. Però aviat va decidir per centrar-se en la seva carrera com a entrenador d'escacs.
Dvoretsky ha entrenat a molts jugadors forts com Valeri Txékhov, Nana Aleksàndria, Serguei Dolmàtov, Aleksei Dréiev i Artur Iussúpov. Altres jugadors que de tant en tant varen entrenar amb ell són: Garri Kaspàrov, Viswanathan Anand, Vesselín Topàlov, Ievgueni Baréiev, Victor Bologan, Loek van Wely i molts d'altres.

## Llibres

### Originals
La sèrie Dvoretsky School va ser originalment escrits en anglès en les següents edicions:
- Mark Dvoretsky. Secrets of Chess Training.  B T Batsford Ltd, London, 1991. ISBN 0-7134-6287-6.
- Mark Dvoretsky. Secrets of Chess Tactics.  B T Batsford Ltd, London, 1992.
- Mark Dvoretsky i Artur Iussúpov. Training for the Tournament Player.  B T Batsford Ltd, London, 1993. ISBN 0-7134-7238-3.
- Mark Dvoretsky i Artur Iussúpov. Opening Preparation.  B T Batsford Ltd, London, 1994. ISBN 0-7134-7509-9.
- Mark Dvoretsky i Artur Iussúpov. Technique for the Tournament Player.  B T Batsford Ltd, London, c. 1995. ISBN 0-7134-7722-9.
- Mark Dvoretsky i Artur Iussúpov. Positional Play.  B T Batsford Ltd, London, 1996. ISBN 0-7134-7879-9.
- Mark Dvoretsky i Artur Iussúpov. Attack and Defence: how creative thought develops in a chessplayer.  B T Batsford Ltd, London, 1998. ISBN 0-7134-8214-1.

### Altres treballs
- Mark Dvoretsky. Endgame Analysis.  Olms. ISBN 978-3-283-00416-3.
- Mark Dvoretsky. Tactical Play.  Olms. ISBN 978-3-283-00417-0.
- Mark Dvoretsky. Strategic Play.  Olms. ISBN 978-3-283-00418-7.
- Mark Dvoretsky. Opening Developments.  Olms. ISBN 978-3-283-00419-4.
- Mark Dvoretsky; Yusupov, Artur. Secrets of Chess Training.  Olms. ISBN 978-3-283-00515-3.
- Mark Dvoretsky; Artur Yusupov. Secrets of Opening Preparation.  Olms. ISBN 978-3-283-00516-0.
- Mark Dvoretsky; Artur Yusupov. Secrets of Positional Play.  Olms. ISBN 978-3-283-00518-4.
- Mark Dvoretsky; Artur Yusupov. Secrets of Creative Thinking.  Olms. ISBN 978-3-283-00519-1.
- Mark Dvoretsky. Dvoretsky's Endgame Manual (2006 ed.).  Russell Enterprises, 2003. ISBN 978-1-888690-28-6.
- Mark Dvoretsky; Artur Yusupov. Secrets of Endgame Technique.  Olms, 2008. ISBN 978-3-283-00517-7.
- Mark Dvoretsky. Dvoretsky's Analytical Manual.  Russell Enterprises, 2008. ISBN 9781888690477.
- Mark Dvoretsky; Pervakov, Oleg. Studies for Practical Players.  Russell Enterprises, 2009. ISBN 978-1-888690-64-4.
- Mark Dvoretsky. Tragicomedy in the Endgame.  Russell Enterprises, 2011. ISBN 978-1936490042.